# جاناتان ترامبل، جونیور
جاناتان ترامبل، جونیور (به انگلیسی: Jonathan Trumbull, Jr.) سناتور سابق عضو حزب فدرالیست (آمریکا) بود. وی در سال ۱۷۹۵ تا ۱۷۹۶ میلادی سناتور ایالت کنتیکت در سنای ایالات متحده آمریکا بود.